# أدولف إدوارد مارشنر
أدولف إدوارد مارشنر (بالألمانية: Adolf Eduard Marschner)‏ هو ملحن ألماني، ولد في 5 مارس 1819 في جلونا غورا في بولندا، وتوفي في 9 سبتمبر 1853 في لايبزيغ في ألمانيا.

## وصلات خارجية
- أدولف إدوارد مارشنر على موقع ميوزك برينز (الإنجليزية)
- أدولف إدوارد مارشنر على موقع أول ميوزيك (الإنجليزية)
- أدولف إدوارد مارشنر على موقع ديسكوغز (الإنجليزية)